# Stefan Konstantin
Stefan Konstantin (srpska ćirilica: Стефан Константин; grčki: Στέφανος Κωνσταντίνος; prikazan desno) (o. 1282. – 1322.) bio je princ i kralj Srbije, a vladao je o. 1321. – 1322.

## Obitelj
Rođen je oko 1282., a otac mu je bio kralj Srbije Stefan Uroš II. Milutin. 
Vjeruje se da je majka Stefana Konstantina bila Ana Terter (carevna Bugarske) ili Elizabeta Arpadović (kraljevna Ugarske i Hrvatske), ali je isto tako moguće da je to bila Helena Duka Anđelina.
Stefan je – dok je bio princ – bio župan Nevesinja 1303. – 1306.
Nakon smrti njegova strica, kralja Srijema Stefana Dragutina, Konstantin je postao „mladi kralj“ te je vladao Zetom; de facto je bio budući nasljednik srpskog trona.
Njegov je mlađi polubrat Stefan Uroš III. Dečanski bio protjeran u Carigrad.
Kralj Milutin je favorizirao Stefana Konstantina te je dao načiniti srebrni oltar na kojem je bilo napisano Konstantinovo ime.

## Kralj
Milutin je umro 29. listopada 1321. te je mladi Stefan Konstantin proglašen kraljem u Zeti. Dao je iskovati svoj novac s latinskim natpisom. Istovremeno su njegov polubrat Dečanski i bratić Stefan Vladislav smatrali da imaju pravo na tron Srbije i pravednu vlast. 
Srpska pravoslavna crkva je poduprla Stefana III., koji je okrunjen za kralja 6. siječnja 1322.
Konstantin je smatrao da će pobijediti svog polubrata, ali je poražen i ubijen.
Navodno je Konstantin bio raspet od strane svojih vlastitih vojnika. Postoji legenda prema kojoj je Stefan Dečanski iskoristio lubanju Konstantinovu kao kalež.

## Pokop
Konstantin je pokopan u crkvi svetog Nikole na Kosovu. Crkva je zadužbina dinastije Nemanjić.

## Osobni život
Stefan Konstantin je možda bio oženjen ili je imao konkubinu jer se zna da je bio otac jednog Stefana Vasojeta (Vaso), od kojeg su navodno potekli Vasojevići.